# Anthracophyllum paxilloides
Anthracophyllum paxilloides är en svampart som beskrevs av Singer 1955. Anthracophyllum paxilloides ingår i släktet Anthracophyllum och familjen Marasmiaceae.   Inga underarter finns listade i Catalogue of Life.